# Viaduc des Arts

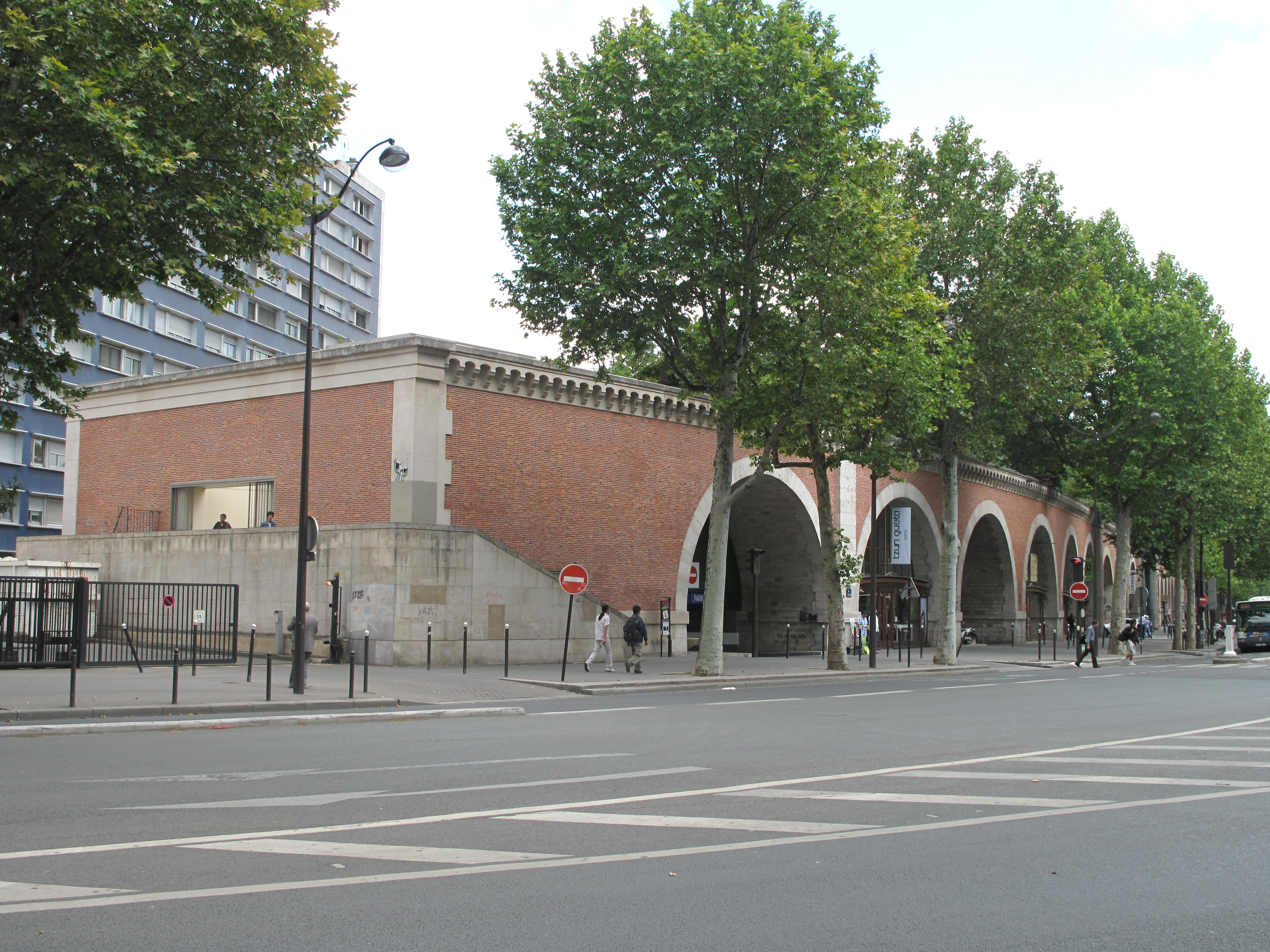
Beginn des Viaduc des Arts an der Einmündung der Avenue Daumesnil in die Rue de Lyon

Der Viaduc des Arts (Viadukt der Künste) ist ein ehemaliger Eisenbahnviadukt in der Nähe der Place de la Bastille im 12. Arrondissement von Paris.

## Entstehungsgeschichte

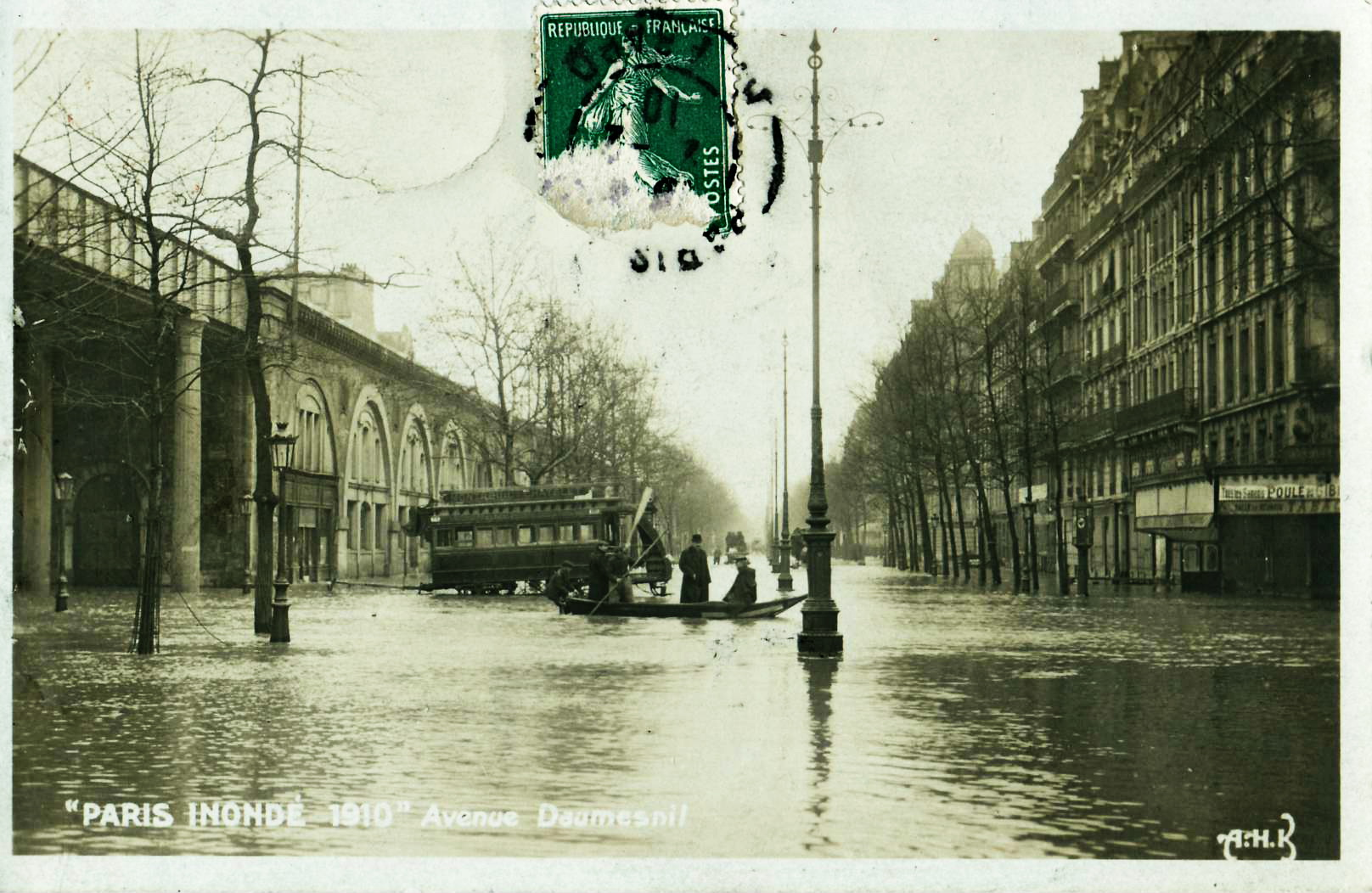
Avenue Daumesnil und Eisenbahnviadukt während des Seinehochwassers von 1910

Der Viaduc des Arts ist Teil der ehemaligen Eisenbahnstrecke von Paris über Vincennes nach Marles-en-Brie, die am 22. September 1859 eröffnet wurde. Sie begann am einstigen Kopfbahnhof Gare de la Bastille an der Stelle des heutigen Opernhauses Opéra Bastille. Dieser Bahnhof wurde am 14. Dezember 1969 stillgelegt und im Oktober 1984 abgerissen.
Nach der Einweihung der Opéra Bastille am 13. Juli 1989 bewahrte die Pariser Stadtverwaltung einen 1,3 Kilometer langen Teil der ehemaligen Viaduktstrecke östlich des neuen Bauwerks vor dem Abriss und begann noch 1989 mit der Renovierung der Gewölbe. Gleichzeitig ließ man die oberhalb der Gewölbe verlaufenden neun Meter breiten Gleisanlagen entfernen.
1993 begann die Umgestaltung der Eisenbahntrasse zur bepflanzten Promenade (französisch promenade plantée) durch Patrick Berger (Architekt) sowie die Landschaftsarchitekten Philippe Mathieux und Jacques Vergely. Sie legten einen linearen Freiraum mit an Bögen und Pergolen rankenden Pflanzen an und schufen so den weltweit ersten erhöhten Parkwanderweg, der 2014 den Namen Coulée verte René-Dumont erhielt. Gleichzeitig begann die Umgestaltung der Gewölbe in Ladengeschäfte. Der 1300 Meter lange Viadukt besteht aus insgesamt 64 Gewölben und zwei Metallbrücken und verfügt in seinem Verlauf über mehrere Zu- und Abgänge. Die Eröffnung der Läden fand im Jahre 1994 statt.

## Lage

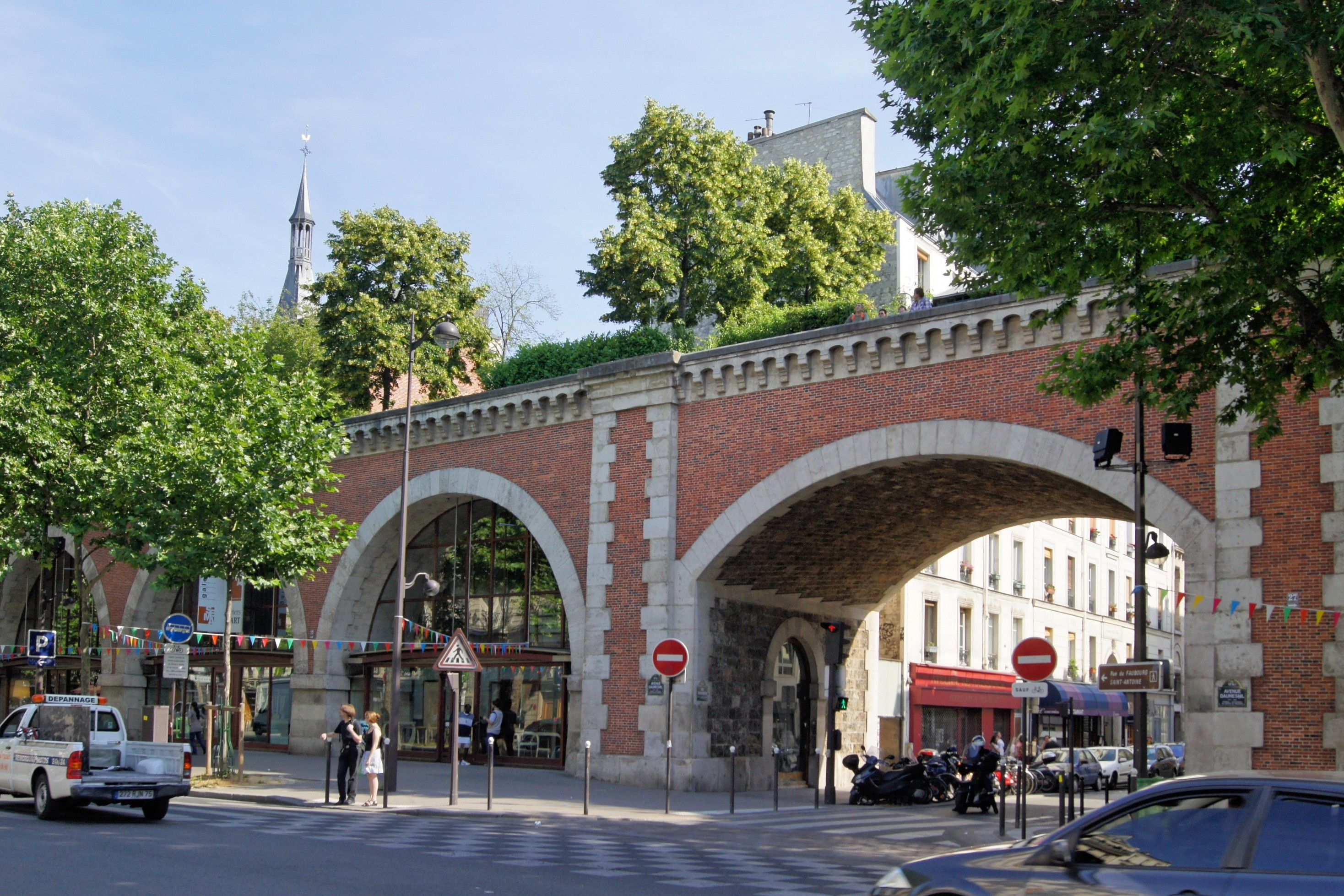
Viaduc des Arts an der Brücke über die Rue Traversière

Der Viaduc des Arts verläuft parallel zur Avenue Daumesnil (Hausnummern 1 bis 129). Er beginnt an der Einmündung der Avenue Daumesnil in die Rue de Lyon und endete an der Rue de Rambouillet. Auf den Gewölben befindet sich ein Abschnitt des insgesamt 4,5 Kilometer langen Parkwanderwegs. In den zehn Meter hohen Gewölben aus rotem Ziegelstein sind heute etwa fünfzig Geschäfte untergebracht. Die Räume werden insbesondere von Restauratoren, Möbelbauern, Dekorateuren und Raumausstattern genutzt. In der Nähe des westlichen Endes befindet sich der U-Bahnhof Bastille der Métro Paris, der von den Linien 1, 5 und 8 bedient wird.